# Karlovasia (Gemeindebezirk)
Der Gemeindebezirk Karlovasia (griechisch Δημοτική Ενότητα Καρλοβασίων Dimotikí Enótita Karlovasíon) ist einer von zwei Gemeindebezirken der Gemeinde Dytiki Samos auf der griechischen Insel Samos in der Region Nördliche Ägäis. Er ging aus der ehemaligen Gemeinde Karlovasia hervor und ist in einen Stadtbezirk und neun Ortsgemeinschaften untergliedert.
Die Gemeinde Karlovasia wurde 1952 gegründet und war von 1997 bis 2010 eine von vier Gemeinden der griechischen Präfektur Samos auf der Insel Samos. Nahezu zwei Drittel der 9590 Gemeindeeinwohner lebten in der Stadt Karlovasi, die Verwaltungssitz der Gemeinde war.

## Lage
Der Gemeindebezirk erstreckt sich im Nordwesten der Insel auf einer Fläche von 100,619 Quadratkilometern. Benachbarte Gemeindebezirke sind Vathy und Pythagorio im Osten und Marathokambos im Süden.

## Geschichte
Die Stadtgemeinde Karlovasia (Δήμος Καρλοβασίων) wurde 1952 aus den bereits seit 1918 bestehenden Landgemeinden (Kinotites Κοινότητες) Paleo Karlovasi, Meseo Karlovasi und Neo Karlovasi gebildet. Durch den Zusammenschluss mit weiteren neun Landgemeinden in Folge der Gemeindereform 1997 erhielt die Gemeinde ihre endgültige Größe. Mit der Verwaltungsreform 2010 ging Karlovasia als Gemeindebezirk in der Gemeinde Samos auf, die die gesamte Insel umfasste und in der die ehemalige Gemeinde den Gemeindebezirk Karlovasia bildete. Verwaltungssitz war die Kleinstadt Karlovasi. Durch die Auftrennung der Insel in zwei Gemeinden wurde der Gemeindebezirk der Gemeinde Dytiki Samos zugeschlagen.
| Stadtbezirk Ortsgemeinschaft | griechischer Name               | Code     | Fläche (km²) | Einwohner 2001 | Einwohner 2011 | Einwohner 2021 | Dörfer und Siedlungen                                                               |
| ---------------------------- | ------------------------------- | -------- | ------------ | -------------- | -------------- | -------------- | ----------------------------------------------------------------------------------- |
| Karlovasia                   | Δημοτική Κοινότητα Καρλοβασίων  | 56020101 | 21,328       | 5895           | 6869           | 7365           | Neo Karlovasi, Moni Profitou Iliou, Potami, Sakkouleika, Sourides                   |
| Agii Theodori                | Τοπική Κοινότητα Αγίων Θεοδώρων | 56020102 | 02,957       | 0140           | 0123           | 0093           | Agii Theodori                                                                       |
| Drakei                       | Τοπική Κοινότητα Δρακαίων       | 56020103 | 10,169       | 0129           | 0112           | 0079           | Drakei, Agios Isidoros                                                              |
| Kastania                     | Τοπική Κοινότητα Καστανέας      | 56020104 | 06,126       | 0211           | 0164           | 0130           | Kastania                                                                            |
| Kondeika                     | Τοπική Κοινότητα Κονταιίκων     | 56020105 | 06,908       | 0505           | 0350           | 0294           | Kondeika                                                                            |
| Kondakeika                   | Τοπική Κοινότητα Κοντακαιίκων   | 56020106 | 08,327       | 0904           | 0962           | 1077           | Kondakeika, Agios Dimitrios, Agios Ilias, Agios Nikolaos, Vryses, Chatzistamoulides |
| Kosmadei                     | Τοπική Κοινότητα Κοσμαδαίων     | 56020107 | 13,293       | 0181           | 0091           | 0073           | Kosmadei, Nikoloudes                                                                |
| Leka                         | Τοπική Κοινότητα Λέκας          | 56020108 | 05,809       | 0528           | 0419           | 0422           | Leka, Agios Pandeleimon                                                             |
| Platanos                     | Τοπική Κοινότητα Πλατάνου       | 56020109 | 11,619       | 0577           | 0396           | 0338           | Platanos                                                                            |
| Ydroussa                     | Τοπική Κοινότητα Υδρούσσης      | 56020110 | 14,083       | 0520           | 0369           | 0355           | Ydroussa                                                                            |
| Gesamt                       | Gesamt                          | 560201   | 100,619      | 9590           | 9855           | 10222          |                                                                                     |